# Federazione calcistica dell'Unione Sovietica
Federacija Futbola SSSR (in russo Федерация футбола СССР?) o FFSSSR fu l'organismo di governo del calcio in URSS.
Fondata il 27 dicembre 1934, alla Federazione spettava l'organizzazione dei campionati dell'Unione Sovietica oltre che della nazionale di calcio.
Le formazioni di club ad essa affiliate partecipavano alle competizioni continentali della UEFA.
Le stagioni erano di solito organizzate per anno solare, con svolgimento dei campionati tra aprile e novembre, con alcune eccezioni nel corso degli anni (in cui furono disputati anche due campionati) e con l'esclusione della Coppa dell'Unione Sovietica che, soprattutto negli ultimi anni di vita della federazione, veniva svolta sul modello europeo (inizio alla fine dell'estate e conclusione alla fine della primavera).
La Federazione cessò di esistere con la dissoluzione dell'Unione Sovietica; l'eredità fu raccolta dalla rinata Federazione calcistica della Russia.